# Lettische Eishockeynationalmannschaft der Frauen
Die lettische Eishockeynationalmannschaft der Frauen ist die nationale Eishockey-Auswahlmannschaft der Frauen in Lettland. Sie wird vom lettischen Eishockeyverband betreut, spielt derzeit in der Division IIA der IIHF-Weltmeisterschaft und belegt Platz 29 in der IIHF-Weltrangliste. In Lettland sind 311 Eishockeyspielerinnen registriert.

## Geschichte
Ihr erstes Länderspiel absolvierten die Lettinnen am 11. Januar 1992, als sie in der heimischen Hauptstadt Riga im Rahmen der Qualifikation für die Eishockey-Europameisterschaft der Frauen 1993 mit 0:3 gegen die Ukraine mit 0:3 verloren. Gleichwohl konnten sie an der B-Gruppe der EM teilnehmen und diese auch gewinnen, so qualifizierte sich das Team aus dem Baltikum für die A-Europameisterschaft 1995, wo dann jedoch lediglich der sechste und letzte Platz heraussprang. Damit musste die Mannschaft bei der letzten Austragung 1996 wieder in der B-Gruppe antreten und belegten dort den zweiten Platz. Seit 1999 nehmen die Lettinnen an Weltmeisterschaften teil. Dabei spielten sie zunächst überwiegend in der zweiten Leistungsstufe. Nachdem sie bei der Weltmeisterschaft 2019 aus der Division I abstiegen, spielen sie seither in der drittklassigen Division II.

## Platzierungen

### Weltmeisterschaften
| Jahr | Turnier     | Ort                      | Platzierung                                                        |
| ---- | ----------- | ------------------------ | ------------------------------------------------------------------ |
| 1993 | B-EM        | Kiew (Ukraine)           | B-Europameister                                                    |
| 1994 | WM          | Lake Placid (USA)        | nicht qualifiziert                                                 |
| 1995 | A-EM        | Riga (Lettland)          | Platz 6                                                            |
| 1996 | B-EM        | Trnava (Slowakei)        | B-EM: Platz 2                                                      |
| 1997 | WM          | Kitchener (Kanada)       | nicht qualifiziert                                                 |
| 1998 | Olympia     | Nagano (Japan)           | nicht qualifiziert                                                 |
| 1999 | B-WM        | Colmar (Frankreich)      | B-WM: Platz 5 (insgesamt Platz 13)                                 |
| 2000 | WM Div. I   | Riga (Lettland)          | WM-Division I: Platz 6 (insgesamt Platz 14)                        |
| 2001 | WM Div. I   | Briançon (Frankreich)    | WM-Division I: Platz 6 (insgesamt Platz 14)                        |
| 2002 | Olympia     | Salt Lake City (USA)     | nicht qualifiziert                                                 |
| 2003 | WM Div. I   | Ventspils (Lettland)     | WM-Division I: Platz 5 (insgesamt Platz 13)                        |
| 2004 | WM Div. I   | Ventspils (Lettland)     | WM-Division I: Platz 3 (insgesamt Platz 11)                        |
| 2005 | WM Div. I   | Romanshorn (Schweiz)     | WM-Division I: Platz 6 (insgesamt Platz 14, Absteiger in Div. II)  |
| 2006 | Olympia     | Turin (Italien)          | nicht qualifiziert                                                 |
| 2007 | WM Div. I   | Nikkō (Japan)            | WM-Division I: Platz 2 (insgesamt Platz 11)                        |
| 2008 | WM Div. I   | Ventspils (Lettland)     | WM-Division I: Platz 6 (insgesamt Platz 15, Absteiger in Div. II)  |
| 2009 | WM Div. II  | Torre Pellice (Italien)  | WM-Division II: Platz 1 (insgesamt Platz 16, Aufsteiger in Div. I) |
| 2011 | WM Div. I   | Ravensburg (Deutschland) | Platz 3 (insgesamt Platz 11)                                       |
| 2012 | WM Div. IA  | Ventspils (Lettland)     | Platz 5 (insgesamt Platz 13)                                       |
| 2013 | WM Div. IA  | Stavanger (Norwegen)     | Platz 6 (insgesamt Platz 14, Absteiger in Div. IB)                 |
| 2014 | WM Div. IB  | Ventspils (Lettland)     | Platz 1 (insgesamt Platz 15, Aufsteiger in die Div. IA)            |
| 2015 | WM Div. IA  | Rouen (Frankreich)       | Platz 6 (insgesamt Platz 14, Absteiger in Div. IB)                 |
| 2016 | WM Div. IB  | Asiago (Italien)         | Platz 2 (insgesamt Platz 16)                                       |
| 2017 | WM Div. IB  | Katowice (Polen)         | Platz 3 (insgesamt Platz 17)                                       |
| 2018 | WM Div. IB  | Asiago (Italien)         | Platz 3 (insgesamt Platz 18)                                       |
| 2019 | WM Div. IB  | Peking (VR China)        | Platz 6 (insgesamt Platz 22, Absteiger in Div. IIA)                |
| 2020 | WM Div. IIA | Jaca (Spanien)           | keine Austragung wegen der COVID-19-Pandemie                       |
| 2021 | WM Div. IIA | Jaca (Spanien)           | keine Austragung wegen der COVID-19-Pandemie                       |
| 2022 | WM Div. IIA | Jaca (Spanien)           | Platz 2 (insgesamt Platz 23)                                       |
| 2023 | WM Div. IIA | Mexiko-Stadt (Mexiko)    | Platz 1 (insgesamt Platz 23, Aufsteiger in die Div. IB)            |
| 2024 | WM Div. IB  | Riga (Lettland)          | Platz 2 (insgesamt Platz 18)                                       |
| 2025 | WM Div. IB  | Dumfries (Schottland)    | Platz 2 (insgesamt Platz 18)                                       |

### Olympische Winterspiele
Lettland konnte sich im Damen-Bereich bisher noch nicht für Olympische Winterspiele qualifizieren. Bei den Qualifikationsturnieren gab es folgende Ergebnisse:
| Jahr | Turnier                    | Ort                         | Platzierung |
| ---- | -------------------------- | --------------------------- | ----------- |
| 2006 | Gruppe B                   | Bad Tölz (Deutschland)      | 3. Platz    |
| 2010 | Vor-Qualifikation          | Liepāja (Lettland)          | 2. Platz    |
| 2014 | Erste Qualifikationsrunde  | Valmiera (Lettland)         | 4. Platz    |
| 2018 | Zweite Qualifikationsrunde | Cergy-Pontoise (Frankreich) | 3. Platz    |

Für die Winterspiele 1998, als Frauen-Eishockey erstmals olympisch war, wurde keine Qualifikation ausgespielt. 2002 waren die Lettinen aufgrund ihrer vorherigen Ergebnisse nicht teilnahmeberechtigt und 2022 verzichteten sie auf eine Teilnahme.